# Rimella (geslacht)
Rimella is een geslacht van mollusken, dat leefde van het Paleoceen tot het Oligoceen. Er is tegenwoordig een nog levende vertegenwoordiger van het geslacht bekend.

## Beschrijving
Deze zeeslak had een langgerekte, torenvormige schelp met zacht welvende windingen, die waren bezet met meerdere scherpe, verticale ribben. De laatste winding resulteerde in een smal rostrum (het uitstekend schelpdeel dat de sipho geleidt), dat door middel van een uitsnijding goed waarneembaar van de rand afgescheiden was. Bij volgroeide exemplaren vormde zich vanuit de bovenhoek een langgerekt, smal kanaal van de mondrand naar de bovenzijde van de schelp, waar het doorgaans omgebogen was. Voor de geleiding van de sipho was het te smal, daarom is de functie ervan nog onbekend. De samenstelling van de spiraalsculptuur bestond uit dicht opeenliggende richels, die bij sommige soorten nauwelijks meer te zien waren. De mondopening was hoog-ovaal. De lengte van de schelp bedroeg ongeveer 2,5 cm.

## Leefwijze
Dit mariene herbivore geslacht bewoonde warme ondiepe zeeën op zand- en modderbodems.

## Soorten
- Rimella cazesi Pacaud & Pons, 2015 †
- Rimella duplicicosta Cossmann, 1901 †
- Rimella fissurella (Linnaeus, 1758) †
- Rimella gomezi Pacaud & Pons, 2015 †
- Rimella gracilis Ma & Zhang, 1996
- Rimella labrosa (G. B. Sowerby I, 1823) †
- Rimella mexcala Kiel & Perrilliat, 2001 †
- Rimella obesa Cuvillier, 1935 †
- Rimella rimosa (Solander, 1766) †
- Rimella sandrinae Pacaud & Pons, 2015 †